# دوجفيل
دوجفيل هو فيلم دراما تم إنتاجه في الدنمارك وفنلندا وصدر في سنة 2003. الفيلم من إخراج لارس فون ترايير وكتابة لارس فون ترايير. من بطولة نيكول كيدمان ولورين باكال وكلوي سيفاني وبول بيتاني وستيلان سكارسغارد. الفيلم عبارة عن مَثَل يستخدم موقع تصوير شبيهًا بمنصة المسرح مصغرة للغاية، يروي قصة جريس موليجان (كيدمان)، وهي امرأة تختبئ من رجال عصابات وتصل إلى بلدة دوجفيل الجبلية الصغيرة في كولورادو، التي يوافق سكانها على استضافتها مقابل قيامها بأعمال جسدية.
الفيلم هو الأول في ثلاثية لارس فون تريير عن الولايات المتحدة الأمريكية-مكان الفرص، تتبعه ماندرلي (2005) والتي من المتوقع أن تُستكمل في واشنطن. كان الفيلم ضمن المنافسة على جائزة السعفة الذهبية في مهرجان كان السينمائي لعام 2003، ولكن فاز بها فيلم إيليفانت لغاس فان سانت. عُرض الفيلم في العديد من المهرجانات السينمائية وذلك قبل إصداره بشكل محدود في الولايات المتحدة الأمريكية في 26 مارس عام 2004.
جذب دوجفيل استقطاب العديد من النقاد، إذ اعتبره البعض تحفة فنية في حين اعتبره آخرون مبالغ به ومستفز، وازدادت مكانته منذ صدوره الأول.

## بنية الحبكة
تُحكى قصة دوجفيل ضمن تسعة فصول ومقدمة، مع وصف بحجم جملة واحدة عن كل فصل من الفصول خلال الفيلم، والذي غالبًا ما كان يحمل عناوين روايات من القرن التاسع عشر. وترد هذه الأوصاف أدناه:

### مقدمة
تعريف بالمدينة وسكانها
دوجفيل هي مدينة أمريكية صغيرة جدًا، تحتوي على منجم فضة مهجور في جبال روكي، مع طريق يؤدي إليه ولا يوجد مكان آخر للذهاب إليه سوى الجبال. يبدأ الفيلم بمقدمة يُقدم بها أكثر من عشرة من سكان المدينة الخمسة عشر. يُصورون على أنهم أشخاص طيبون محبوبون مع بعض العيوب الجزيئية التي يسهل التعامل معها.
تُرى المدينة من وجهة نظر توم إديسون جونيور، وهو كاتب طموح يماطل بمحاولته لجمع زملائه المواطنين لعقد اجتماعات منتظمة حول موضوع «إعادة التسلح الأخلاقي». ويبدو من الواضح أن توم يريد أن يخلف والده المسن، الطبيب، كزعيم روحي ومعنوي للمدينة.

## الميزانية والإيرادات
بلغت تكلفة إنتاج الفيلم حوالي 10 ملايين دولار بينما حقق إيرادات تقدر بـ 16680836 دولار.

## وصلات خارجية
- دوجفيل على موقع IMDb (الإنجليزية)
- دوجفيل على موقع ميتاكريتيك (الإنجليزية)
- دوجفيل على موقع الموسوعة البريطانية (الإنجليزية)
- دوجفيل على موقع روتن توميتوز (الإنجليزية)
- دوجفيل على موقع نتفليكس (الإنجليزية)
- دوجفيل على موقع قاعدة بيانات الأفلام العربية
- دوجفيل على موقع ألو سيني (الفرنسية)
- دوجفيل على موقع Turner Classic Movies (الإنجليزية)
- دوجفيل على موقع أول موفي (الإنجليزية)
- دوجفيل على موقع بوكس أوفيس موجو (الإنجليزية)